# ائتلاف أحزاب مصر الوسطية
ائتلاف أحزاب مصر الوسطية هو تحالف سياسي يضم 17 حزبًا مصريًا، ويرأسه محمود حسام مرشح الرئاسة المصرية 2012، ويضم الأحزاب الآتية:
| - حزب البداية - حزب السلام الاجتماعي - الحزب العربي للعدل والمساواة - حزب الاتحاد المصري العربي - حزب المساواة والتنمية - حزب الغد - حزب الاتحاد الديمقراطي - حزب الخضر المصري | - حزب الجبهة الشعبية - حزب الوفاق القومي - حزب حراس الثورة - حزب مصر 2000 - حزب التكافل الاجتماعي - حزب حقوق الإنسان والمواطنة - حزب العدالة والتنمية المصري |